# 千葉憲昭
千葉 憲昭 (ちば のりあき、1946年 - ) は、日本のエレクトロニクス分野の著述家。

## 経歴
1969年福岡工業大学工学部電子工学科卒。1969年北海道総務部電子計算課技師を経て1984年よりエレクトロニクス分野の著術家として独立｡
1997年北海道大学工学部非常勤講師兼任 (14年間) 

## 著作
- 『読める描ける電子回路入門 : 初心者にも再学習者にも最適! : 基礎から電子回路の設計が学べる』技術評論社 2017
- 『デジタル時代の「よい音」の楽しみ方』講談社 2008
- 『意思決定を支えるビジネスインテリジェンス : 企業情報を見える化する実践的アプローチ』日経BPソフトプレス 2007
- 『カメラ常識のウソ・マコト : デジカメ時代の賢いつきあい方』講談社 2004
- 『Windows95ファミリ最終ウィザード』リブロス 1997